# Ихеруоме, Уче
Уче Ихеруоме (родился 14 апреля 1987 года в Лагосе) — нигерийский футболист, нападающий.

## Карьера
Ихеруоме начал заниматься футболом в клубе «Юлиус Бергер» и уже в 18 лет перешёл в ташкентский «Пахтакор». В 2006 году он забил 11 голов в кубке Узбекистана и 17 голов в чемпионате страны за «Пахтакор», чем помог клубу оформить «золотой дубль». В 2008 году его арендовал иранский «Мес», а сезон 2009/10 он провёл в «Вентспилсе». За латвийский клуб он сыграл четыре матча и забил один гол в ворота «Даугава Рига», «Вентспилс» разгромил соперника со счётом 4:1. После его ухода из «Пахтакора» в марте 2010 года он был на просмотре в «Балтике». В 2011 году Ихеруоме перешёл в чемпионат Вьетнама по футболу, где играет до сих пор.